# Staplehurst (Nebraska)
Pour les articles homonymes, voir Staplehurst (homonymie).
Staplehurst est un village du comté de Seward au Nebraska.
Il a été fondé en 1879, lors de l'arrivée de la ligne de chemin de fer. Le nom provient d'une famille qui était originaire de Staplehurst en Angleterre.
Sa population était de 242 habitants en 2010.
L'actrice Coleen Gray (1922-2015) est originaire de ce village.